# Landerd
Landerd  è stata una municipalità dei Paesi Bassi di 14 894 abitanti situata nella provincia del Brabante Settentrionale.
Dal 1º gennaio 2022 la municipalità è stata soppressa, fondendosi con l'ex-municipalità di Uden per formare la nuova municipalità di Maashorst.